# Musée Toulouse-Lautrec
Il Musée Toulouse-Lautrec, o museo Toulouse-Lautrec, si trova nel Palais de la Berbie (ex sede arcivescovile, classificato Monumento storico di Francia dal 1862) ad Albi (Francia). 
Il museo espone prevalentemente opere di Henri de Toulouse-Lautrec, ma anche di Pierre Bonnard, Georges de la Tour, Raoul Dufy, Henri Matisse, Auguste Rodin, Maurice Utrillo, ecc.

## Opere principali
Henri de Toulouse-Lautrec
- Aristide Bruant all'Ambassadeurs (1892)

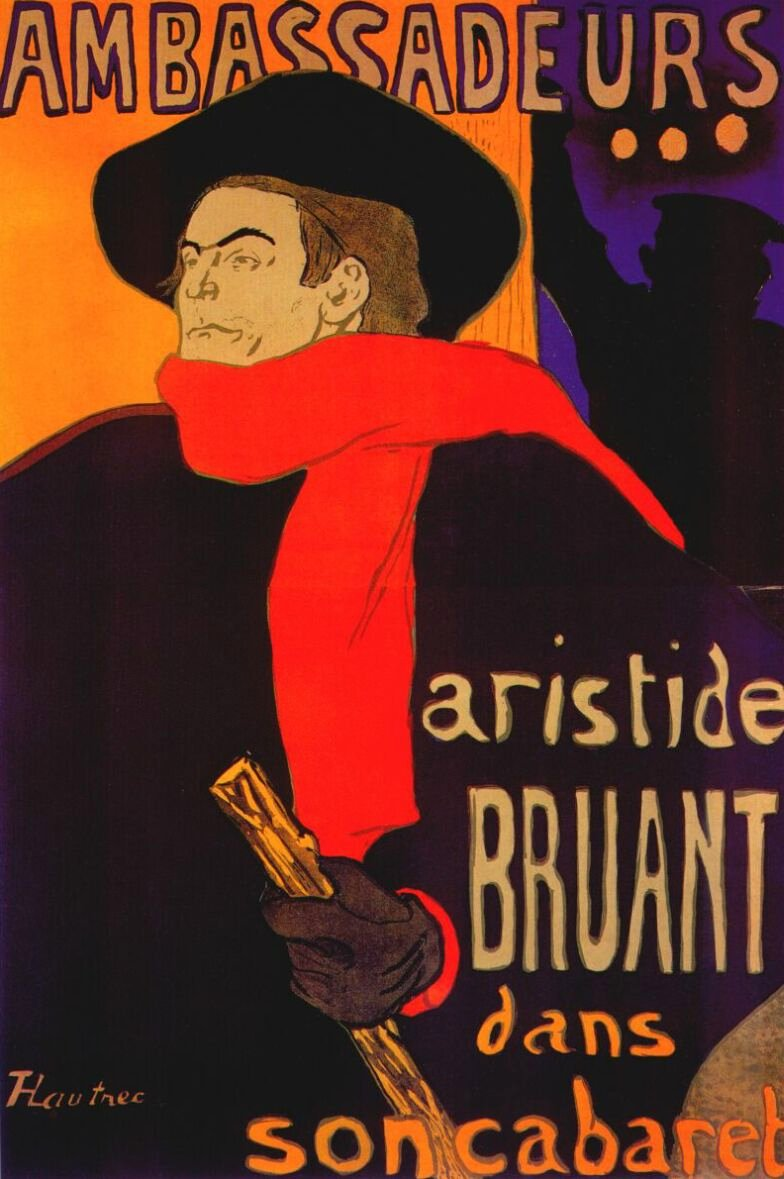
Aristide Bruant all'Ambassadeurs, uno dei manifesti di Lautrec conservati ad Albi

- Al Salon di rue des Moulins (1894-1895)
- Autoritratto (1882-1883)
- Il giovane Routy (1883)
- La contessa Adéle de Toulouse-Lautrec nel salone del Chateau de Malromé (1886-1887)
- Un esame alla Facoltà di Medicina di Parigi (1901)